# Болдуин, Стэнли
Стэнли Бо́лдуин (англ. Stanley Baldwin; 3 августа 1867, Бьюдли, Вустершир — 14 декабря 1947, Бьюдли, Вустершир), с 1937 года 1-й граф Болдуин-Бьюдли (англ. 1st Earl Baldwin of Bewdley) — британский политический и государственный деятель, член Консервативной партии Великобритании, премьер-министр Великобритании в 1923—1924, 1924—1929 и 1935—1937 годах.

## Биография
Родом из Вустершира, родился и умер в этом графстве. Двоюродный брат Редьярда Киплинга. Отец Болдуина, Альфред, был членом Палаты общин от родного городка, Бьюдли. После окончания Кембриджа и Бирмингема в 1906 году Стэнли был избран на место своего отца в парламент Великобритании. После Первой мировой войны, в 1917—1923 годах, занимал финансовые посты в правительстве, с 1922 года — канцлер казначейства. Сыграл решающую роль в разрыве консервативного блока с либералом Ллойд-Джорджем и формировании собственно консервативного кабинета Эндрю Бонара Лоу. В мае 1923 года смертельно больной Бонар Лоу ушёл в отставку. Соперничество за высший государственный пост и лидерство в партии развернулось между министром иностранных дел лордом Керзоном и министром финансов Стэнли Болдуином. Георг V привлёк для решения проблемы лорда А. Бальфура, бывшего премьер-министра, и тот поддержал кандидатуру Болдуина. Авторитет короля и Бальфура оказался достаточным, чтобы партия консерваторов согласилась с этим выбором.
С 1923 по 1937 год лидер Консервативной партии и в период контроля ею Палаты общин — премьер-министр. В январе 1924 года палата вынесла вотум недоверия консерваторам; впервые к власти пришли лейбористы, и Болдуин, ставший лидером оппозиции, уступил премьерство их лидеру Р. Макдональду, однако в том же году после октябрьских всеобщих выборов вернулся к власти, чему во многом способствовало «Письмо Зиновьева». Лейбористы Макдональда вновь пришли к власти в 1929 году, и Болдуин опять был лидером оппозиции до 1931 года, когда вступил с Макдональдом в коалицию и стал членом его правительства (вместе с другими консерваторами). После этого лейбористы исключили Макдональда из партии, правительство стало считаться консервативным, а Болдуин на посту лорда-председателя Совета стал его фактическим главой, поскольку номинальный премьер Макдональд оказался в политической изоляции, и его здоровье резко ухудшилось. В 1935 году Макдональда проводили в отставку и Болдуин стал премьером официально .
Правление Болдуина было ознаменовано всеобщей стачкой (1926), бурной электрификацией страны по инициативе премьера (1926—1929), принятием закона об управлении Индией (1935). Особую критику вызвала его политика в 1930-е годы, когда к власти в Германии пришёл Гитлер, а британское правительство следовало политике умиротворения. Особо одиозные формы эта политка приняла уже при его преемнике — Н. Чемберлене, но и Болдуин, например, в 1935 году заключил с Германией морской договор, который стал двусторонним нарушением Версальского мира. После 1939 года многие обвиняли Болдуина в неготовности страны к войне, в развязывании рук Гитлеру, в попустительстве перевооружению Германии и прочее. В 1947 году, незадолго до смерти Болдуина, отмечалось его 80-летие: тогда один из самых жёстких его критиков, Уинстон Черчилль, в ответ на предложение явиться на юбилей, сказал: «Я не желаю господину Болдуину зла, но лучше бы ему было вовсе не рождаться на свет».
Настоял на отречении короля Эдуарда VIII в 1936 году, но после коронации Георга VI в мае 1937 года ушёл в отставку, получив от нового короля титул графа Бьюдли.
Скончался в возрасте 80 лет в 1947 году и был похоронен в Вустерском соборе.

## «Бомбардировщик всегда прорвётся»
Болдуину принадлежит крылатая фраза: «The bomber will always get through» («Бомбардировщик всегда прорвется»). 10 ноября 1932 года Болдуин, тогдашний заместитель премьер-министра, в ходе своего выступления в палате общин дал такой прогноз:
Думаю, обывателю стоило бы осознавать, что на свете не существует такой силы, которая защитила бы его от бомбардировки. Что бы ему ни говорили, бомбардировщик всегда прорвется (к цели).
По его мнению, единственным эффективным методом обороны была атака:
Иными словами, если вы хотите спасти себя, вам надо убить больше женщин и детей, чем противник, и сделать это быстрее.
Оригинальный текст (англ.)In other words you will have to kill more women and children more quickly than the enemy if you want to save yourselves.